# Friedrich Ammensdörfer
Friedrich Ammensdörfer (* 23. August 1785 in Schopfloch; † 17. Dezember 1850 ebenda) war ein fränkischer Bierbrauer und Gastwirt.
Als Vertreter des Rezatkreises gehörte er nach den Neuwahlen Anfang 1837 bis 1848 der bayerischen Kammer der Abgeordneten an.

## Quelle
- Friedrich Ammensdörfer in der Parlamentsdatenbank des Hauses der Bayerischen Geschichte in der Bavariathek

| Personendaten    | Personendaten                       |
| ---------------- | ----------------------------------- |
| NAME             | Ammensdörfer, Friedrich             |
| KURZBESCHREIBUNG | fränkischer Bierbrauer und Gastwirt |
| GEBURTSDATUM     | 23. August 1785                     |
| GEBURTSORT       | Schopfloch                          |
| STERBEDATUM      | 17. Dezember 1850                   |
| STERBEORT        | Schopfloch                          |